# 菅野高年
菅野 高年（すがの の たかとし）は、平安時代初期の貴族。姓は朝臣。官位は従五位下・因幡介。

## 経歴
承和10年（843年）6月に古事を知る者として内史局（図書寮）において『日本書紀』の講読を開始し、ほぼ1年間かけて翌承和11年（844年）6月に完了させた。
承和12年（845年）従五位下に叙爵する。承和13年（846年）から翌承和14年（847年）にかけて造酒正・図書頭・内匠頭と短期間に京職を転々とする。嘉祥2年（849年）因幡介に任ぜられ地方官に転じた。

## 官歴
『続日本後紀』による。
- 承和10年（843年） 6月1日：見散位正六位上
- 承和12年（845年） 正月7日：従五位下
- 承和13年（846年） 5月23日：造酒正。7月27日：図書頭
- 承和14年（847年） 2月11日：内匠頭
- 嘉祥2年（849年） 正月13日：因幡介